# Abbaye Saint-Loup de Troyes
L'abbaye de Saint-Loup, de Troyes (Aube), a été fondée au IXe siècle pour abriter les reliques de Lupus évêque de Troyes, devenu Saint Loup (mort en 478), le défenseur légendaire de la ville contre Attila au Ve siècle et patron de la ville.

## Historique
Elle avait été édifiée à l'écart de la ville avec la dépouille de saint Loup de Troyes et fut brûlée par les Vikings en 887. Les reliques ont alors été transportées sur un nouveau site à l'intérieur des murailles, l'ancien site prenant le nom d'abbaye Saint-Martin-ès-Aires (ès-Aires signifiait aux champs). La communauté monastique a été réformée en 1135 par Bernard de Clairvaux, l'abbé et ses moines ont alors embrassé la règle de saint Augustin. L'abbaye Saint-Loup, qui était désormais à l'intérieur de la cité médiévale de Troyes en plein essor, a développé une bibliothèque renommée et un scriptorium. Le célèbre poète Chrétien de Troyes peut avoir été un illustre hôte de cette abbaye

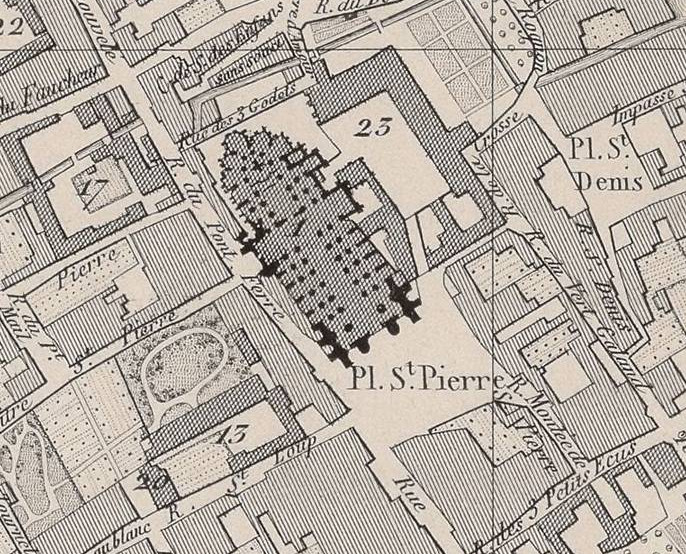
L'abbaye, son jardin à gauche de la cathédrale, 1839.

L'abbaye a eu les seigneurs de Chappes comme abbés laïcs jusqu'en 1118 où Clarembaud II de Chappes vend pour une pièce d'argent aux religieux le droit d'élire eux-mêmes leur abbé, selon les conseils du comte de Champagne Hugues Ier.

### Fondation
L'abbaye a été fondée,,, comme beaucoup d'abbayes dans une villa gallo-romaine de l'époque, à proximité de l'ancienne ville romaine sur la Via Agrippa (aujourd'hui, rue de la Cité) et à l'extérieur de l'ancienne ville gallo-romaine. Charlemagne avait mis l'abbaye de Saint-Loup sous la direction spirituelle d'Alcuin et Adalelme de Troyes (comte de Troyes, mort en 894) en était le protecteur, : c'est lui qui organisa la reconstruction de l'abbaye à l'intérieur des murs de la ville en 891. Avant la réforme des chanoines séculiers en 1135, Saint-Loup ne pouvait jouir des fruits de ses prébendes. Au XVe siècle, une imposante église abbatiale de style gothique flamboyant fut construite, elle a été inaugurée en 1425. 
L'église abbatiale et les bâtiments, en grande partie reconstruits au XVIIe siècle, ont été détruits pendant la Révolution française  Un seul bâtiment conventuel est resté debout, dans la rue Chrétien-de-Troyes, et a été utilisé pour stocker les livres et les manuscrits confisqués aux abbayes et couvents voisins, parmi lesquels ceux de l'abbaye de Clairvaux.

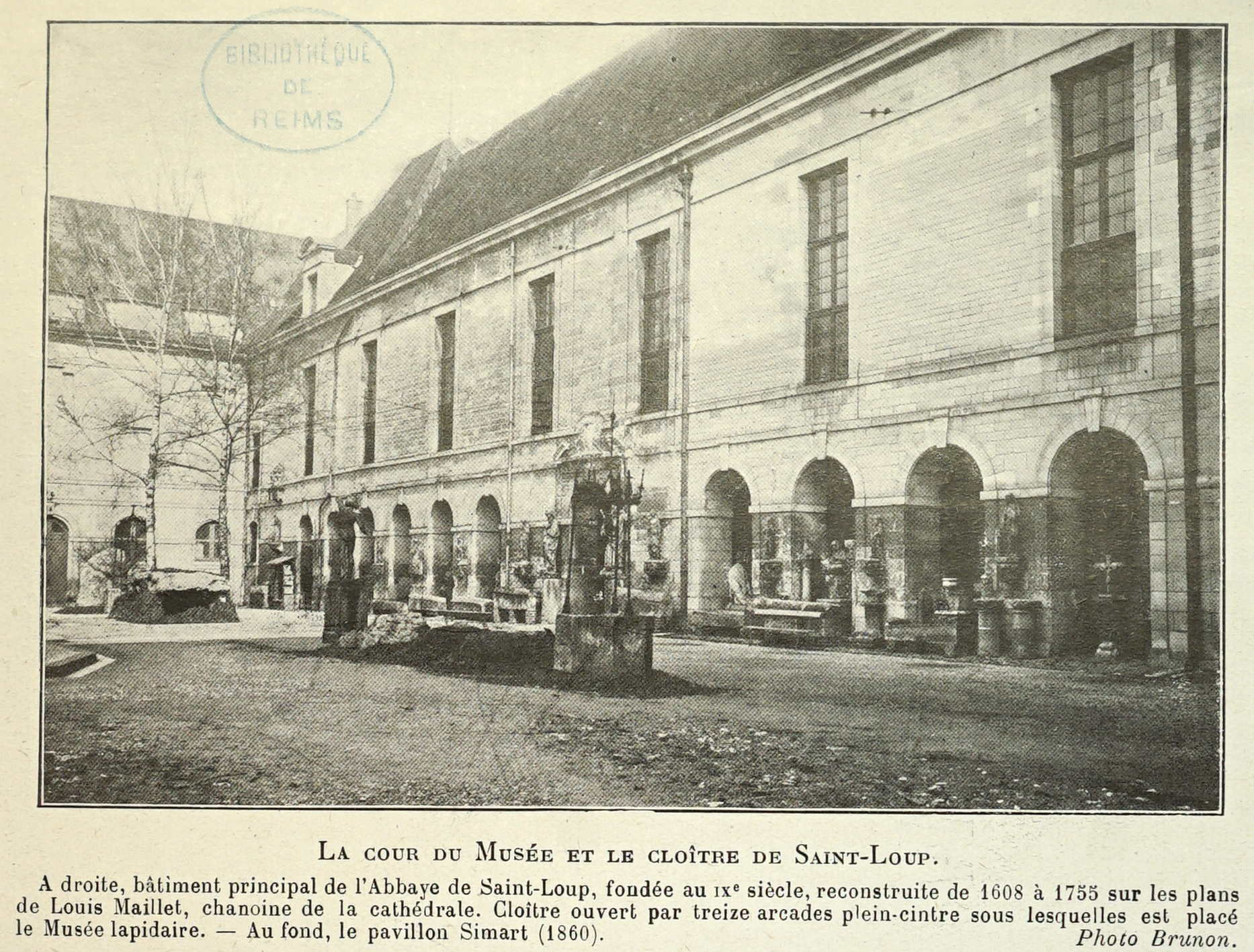
Le bâtiment au XIXe siècle.

### Bâtiments actuels
Ainsi, la bibliothèque municipale de Troyes a pu être primitivement installée dans ce bâtiment. Le musée des beaux-arts de Troyes (appelé musée Saint-Loup) a également été accueilli dans ces locaux depuis 1830 et s'y trouve toujours. On y conserve des peintures et du mobilier du XIVe au XIXe siècle, une forte représentation de la sculpture médiévale locale ainsi que œuvres du sculpteur d'origine locale François Girardon. On y trouve également des objets d'arts décoratifs, quelques antiquités romaines récupérées localement (comme l'Apolon de Vaupoisson), et notamment le trésor de Pouan (mobilier funéraire d'un guerrier germanique du Ve siècle).
Ce bâtiment du XVIIe siècle est dans la quadrilatère formé par les rues Mitandier, de la Cité, Girardon et Chrétien de Troyes ; il fait l’objet d’une inscription au titre des monuments historiques depuis le 13 août 1963.